# 東新町 (太田市)
東新町（ひがししんまち）は、群馬県太田市の町。毛里田地区および韮川地区に含まれる。

## 地理
町内の大部分を太田東部工業団地が占める。

### 近隣町丁
- 只上町
- 富若町
- 上小林町
- 植木野町
- 南大町（栃木県足利市）
- 高瀬町
- 市場町

## 沿革
太田東部工業団地造成事業の実施に伴って新たに設定された。

### 年表
- 1978年3月31日 - 大字只上字三ツ堀、字新島、大字市場字稲荷前、字杉之下、大字富若字沼田、字十三坊、字三ツ堀前、字韮川東、大字植木野字雀宮、字中市場、字杉ノ下、字平堰、字宮田、字相方の各一部をもって、東新町を設定する[7]。

## 世帯数と人口
2022年（令和4年）3月31日現在の世帯数と人口は以下の通りである。
| 町丁   | 世帯数   | 人口   |
| ------ | -------- | ------ |
| 東新町 | 1219世帯 | 2418人 |

## 交通

### 鉄道
町内に鉄道は通っていない。

### 道路
- 国道50号 足利バイパス

## 産業

### 工業
- 太田東部工業団地
  - 新井商運東部物流センター
  - 加藤製作所群馬工場
  - 関東デイリー
  - 三和シャッター工業太田ドア工場
  - JA東日本くみあい飼料
  - 清水特殊鋼群馬営業所
  - 日本アクセス
  - バンテックイースト太田営業所
  - UDトラックス群馬部品センター